# Cis villosulus
Cis villosulus es una especie de coleóptero de la familia Ciidae.

## Distribución geográfica
Habita en Gran Bretaña.